# كادزأو شيميدز
كادْزُأُو شيميدْزُ (باليابانية: 清水 和男) (30 أبريل 1975 في شيزوكا في اليابان – )؛ هو لاعب كرة قدم ياباني سابق كان يلعب كمدافع.

## وصلات خارجية
- كادزأو شيميدز على موقع رابطة كرة القدم اليابانية للمحترفين (اليابانية)
- كادزأو شيميدز على موقع عالم كرة القدم.نت (الإنجليزية)